# آرتاشس مژلومیان
آرتاشس مارتیروسی مژلومیان (ارمنی: Արտաշես Մարտիրոսի Մեժլումյան؛  زادهٔ ۹ نوامبر ۱۹۰۱ - درگذشته ۱۹۸۶) دام‌پزشک، سیاستمدار اهل ارمنستان بود. وی عضو شورای عالی اتحاد شوروی () بود.

## زندگی‌نامه
وی در ۲۲ نوامبر [سبک قدیمی: ۹ نوامبر] ۱۹۰۱ در آرتاشات (ورین آرتاشات /Վերին Ղամարլու) به دنیا آمد و از دانشگاه ملی علوم کشاورزی ارمنستان (۱۹۳۷) فارغ‌التحصیل گشت. همچنین برندهٔ جوایزی همچون قهرمان کار سوسیالیست (۱۹۵۳)، نشان پرچم سرخ کار، نشان لنین (۱۹۵۳)، نشان برجسته افتخار (۱۹۵۴)، مدال شجاعت کار (۱۹۵۰)، نشان پرچم سرخ کار، hy:ԺՏՆՑ ոսկե մեդալ و hy:ԺՏՆՑ արծաթե մեդալ شده است. وی در ۱۹۸۶ در سن ۸۵ سالگی در ایروان درگذشت و در آرامستان شاهومیان کوچک به خاک سپرده شد.

## یادداشت
1. ↑  zootechnician